# Nils Jönsson (Oxenstierna)
Jönsson Oxenstierna, nascido na década de 1390 e falecido na década de 1450, foi vice-rei e co-regente da Suécia, sob a União de Calmar, de janeiro a junho de 1448, juntamente com seu irmão Bengt Jönsson (Oxenstierna). Foi membro do Conselho Real Sueco em 1432, governador militar, ou hövitsman, no Castelo de Borgholm em 1436, de Stäket em 1438 e Nicopinga em 1442. Foi feito cavaleiro pelo rei Cristóvão da Baviera logo após sua coroação em 1441.